# Rocco Cipriano
Rocco Cipriano (* 1968 in Muri) ist ein Schweizer Kampfsportler. Er war mehrfacher Meister im Boxen, Kickboxen, Thaiboxen und Sandaboxen sowie mehrfacher Leichtgewicht-Weltmeister im Kickboxen.
Im 2004 wurde er im Kongresshaus Bern als «Kampfsportler des Jahres» gewählt.
Mehrfach wurde er nicht nur als Sportler, sondern auch für sein Sozial-Engagement und die geleistete Jugendarbeit vom Departement Bildung Kultur und Sport sowie von der Gemeinde Wohlen geehrt.
Am 29. Dezember 2007 gab er in seinem Heimatdorf Wohlen seinen Abschiedskampf auf internationaler Ebene und verteidigte seinen WM-Titel nach Version der WAKO zum letzten Mal erfolgreich.
Seit 2014 ist Rocco Cipriano als Sportchef des Schweizerischen Kickboxverbandes und als Mentalcoach der Junioren-Nationalmannschaft tätig.
| Personendaten    | Personendaten           |
| ---------------- | ----------------------- |
| NAME             | Cipriano, Rocco         |
| KURZBESCHREIBUNG | Schweizer Kampfsportler |
| GEBURTSDATUM     | 1968                    |
| GEBURTSORT       | Muri                    |